# Auxine

Indool-3-azijnzuur, het belangrijkste auxine

Auxines zijn een groep plantenhormonen met vergelijkbare structuur en effecten, die in planten een groot aantal belangrijke functies vervullen. Het woord komt van het Griekse woord αυξειν (auxein), wat groeien betekent. 

## Geschiedenis
In zijn boek The Power of Movement in Plants uit 1881 beschreef Charles Darwin hoe zijn experimenten aantoonden dat planten een stof bevatten die de groeirichting verandert onder invloed van licht. In 1920 isoleerde de Nederlandse bioloog Frits Went dit plantenhormoon en noemde het auxine.

## Eigenschappen
Indool-3-azijnzuur (IAA), het belangrijkste auxine, is zelf te instabiel in waterige oplossing om te worden geïsoleerd en langdurig te worden bewaard. Er zijn echter een aantal auxines met vergelijkbare effecten op planten die wel stabiel zijn, bijvoorbeeld de natuurlijke auxines 4-chloorindoolazijnzuur, fenylazijnzuur (PAA) en indool-3-boterzuur (IBA) en de synthetische auxines 1-naftaleenazijnzuur (NAA) en 2,4-dichloorfenoxyazijnzuur (2,4D). 
De belangrijkste effecten van auxine zijn:
- Stimuleren van de groei in de bovengrondse delen;
- Bevorderen van de aanmaak van zijwortels;
- Voorkomen van bladverlies;
- Voorkomen van vertakkingen in de groeitop (apicale dominantie);
- Stimulatie van de aanmaak van klimvoeten en hechtranken[3];
- Regulering van de vruchtzetting;
- Aanmaak van etheen d.m.v. 1-aminocyclopropaan-1-carbonzuur (ACC) productie;
- Strekking van de stengel.

Wanneer een plant in het licht staat, hoopt auxine zich met name op in cellen aan de onbelichte kant van de plant, de schaduwzijde. Het opgehoopte auxine aan de schaduwzijde zorgt ervoor dat de cellen aan deze zelfde kant zich sneller strekken. Daardoor groeit de schaduwzijde sterker dan de belichte kant van de stengel en de plant buigt zich naar het licht: de fotosynthese is daarmee optimaal. Dit proces wordt fototropie genoemd. Cellen reageren verschillend op verschillende concentraties auxine. Een liggende stengel zal aan de onderkant meer auxine aanmaken dan aan de bovenkant, waardoor de onderkant sneller groeit dan de bovenkant, zodat een stengel zich opricht. Een wortel reageert echter juist andersom. Dit effect noemt men geotropie. Knipt men de auxine-producerende groeitop uit een plant dan reageren de okselknoppen daarop door te gaan uitspruiten (apicale dominantie).
Auxine en verwante stoffen alsook cytokinines zijn een belangrijk bestanddeel van stekpoeder. Ze waren destijds het hoofdbestanddeel van Agent Orange. 
abscisinezuur · auxine · brassinosteroïden · cytokinine · etheen · gibberellinezuur · polyamines